# みらい (海洋地球研究船)
みらい（RV Mirai）は、海洋研究開発機構（JAMSTEC）の海洋地球研究船（海洋調査船）。
日本原子力船開発事業団が運航していた原子力船「むつ」を元に、原子炉を撤去して通常動力船とするとともに、最新鋭の海洋観測機器を搭載するなど、ほぼ新造に近い大規模な改造を加えた。国内では最大、世界的に見ても屈指の有力な海洋調査船となっている。

## 来歴

### 民間原子力船の試みと挫折
1950年代後半、欧米では民間用原子力船の建造が試みられており、「サヴァンナ」などが建造された。これを受けて、日本の原子力委員会でも、原子力船専門部会の検討を経て、1963年より総トン数6,000トンの海洋観測船の建造に着手した。しかし、この基本設計では見積もり金額が予定額に見合わず、入札に応じる企業がなかったことから、貨物倉の拡大・海洋観測設備の廃止などの改設計が行われ、総トン数8,000トンの特殊貨物船に変更された。これによって建造されたのが「むつ」であり、世界で4番目の民間用原子力船として1969年6月12日に進水した。
しかし試験運転中に放射線漏れを生じたことから、母港であった大湊港（青森県）への帰港反対運動が起きるなど、逆風が強くなっていた。また先行する他国の原子力船と同様、当初の想定よりも点検費用などの運用コストが嵩むことが判明したこともあって、1991年2月14日に竣工はしたものの、政府としては既に解役の方針を固めていた。「むつ」は1992年1月に原子炉を停止、6月からは解役工事が始まった。

### 気候変動観測体制の整備
海洋科学技術センター（JAMSTEC）は、1971年に創設されて以降、主として深海調査に重点を置いてきた。しかし1982年から1983年にかけて20世紀最大規模のエルニーニョ現象 (1982–83 El Niño event) による世界規模の農業被害が発生し、著名な芸能人を結集したUSAフォー・アフリカなどの支援活動が行われるなど、1980年代には気候変動への関心が次第に高まりつつあった。そして1987年から1988年にかけて比較的小規模なエルニーニョ現象が発生したことから、JAMSTECは急遽、深海潜水調査船支援母船「なつしま」を投入し、気象庁と合同で、日本初のエルニーニョ観測「JENEX87/88」を実施した。赤道太平洋の東側は米国等の観測により比較的データが豊富であったが、西側はあまり観測されておらず、「JENEX87/88」はそのデータ不足を埋めるものとして世界的にも評価された。
しかし、JENEX87で用いられた「なつしま」は深海潜水調査船「しんかい2000」の支援母船でもあるため、継続的に気候変動調査に投入することは困難であった（このため、JENEX88では東海大学の「望星丸二世」が用いられた）。また継続的な観測のため、太平洋に定置式の海洋観測ブイ・ネットワークを構築することが計画されていたが、このためには大型の母船が必要であった。「むつ」の基本設計には海洋観測船としての要素も色濃く残っていた。そのため、船体の構造や設備は、単なる原子力船という枠を超え、深海調査や海洋資源の探査にも対応できる仕様が随所に見られた。
これらの情勢が複合的に作用した結果、1993年の海洋開発審議会答申により、「むつ」は原子炉を撤去した後、JAMSTECに移管されて、海洋観測船として改装・再建造されることになった。これによって建造されたのが本船である。

## 設計

### 船体
原子炉撤去の際に、船体は中央で二分割され、前部船体は「むつ」の建造造船所である石川島播磨重工業東京第一工場で、後部船体は三菱重工業下関造船所に回航された。前部船体は「むつ」の面影が残るよう配慮されており、船名についても、新船名「みらい」の下に、浮き彫りのように「むつ」と残されている。一方、後部船体は新造といえるレベルの大規模な改造が行われており、甲板や舷側には溶接跡が見て取れる。
本船の計画当時、JAMSTECを含めて国内最大の調査船は4,439トンの潜水調査船支援母船「よこすか」であり、8,000トン級の本船は国内はもとより、世界的に見ても屈指の大型調査船であった。従来の調査船は、海面作業の便を考えて、観測甲板の乾舷を極力低くするよう配慮してきたが、本船では船体の大きさも考えて、あえて乾舷を高く取り、波の打ち込みを減らす方向に転換している。その代わりに、Aフレームクレーンやギャロースなどの投入・揚収装置を充実させることで補っている。
海洋調査船においては、観測活動への影響を抑えるため、船体の振動低減が求められる。本船の場合、低速航行ないし漂泊状態で、横揺れ固有周期から大きく離れる10秒以下の波の中での海面作業が重視されたことから、既存のフィンスタビライザーや減揺タンクは不適当と考えられ、「ハイブリッド式減揺装置」が開発・装備された。これは100トンの重錘を電動モータと振り子運動の組み合わせで駆動するもので、観測機器のハンドリングを行うシーステート4～5で最も減揺効果をあげることを優先している。なお本船は砕氷船ではないものの、水線付近は最高クラス（IA）の耐氷構造となっており、夏季の北極海域への航行も想定されている。

### 機関
本船の主機関は、通常航行時はディーゼルエンジンに推進器を直結して航走し、静音性が必要になる観測作業時にはディーゼル・エレクトリック方式で航走するというCODLOD方式が採用された。一方、推進電動機への給電は船内サービス用の発電機から行われており、統合電気推進としての性格もある。
整備面の配慮から、主機関と主発電機は同機種とされており、4サイクルディーゼルエンジンが、主機関として4基、主発電機として2基搭載された。観測機器への悪影響を避けるため、主機関と発電機関にはコニカル型防振ゴムによる水平二段防振支持、減速機にも同一段防振支持が行われている。主機関は、2基ずつの出力を減速機でまとめて1軸の推進器を駆動するCODAD方式とされており、両舷の軸機に1セットずつが配された。回転数を一定に保ち、推進器の可変ピッチ・プロペラの翼角による制御を行っている。一方、電気推進時には、推進器の翼角は一定として、同期電動機に対する可変電圧可変周波数制御を行っている。
電源としては、これらの主発電機（各2,200 kVA）のほかに、補助発電機（1,100 kVA）1基、主機駆動発電機（各1,100 kVA）2基が搭載された。
船型は大きいものの、2枚の舵のほかに2軸の可変ピッチプロペラ、3基のサイドスラスター（バウスラスター2基＋スタンスラスター1基）により、優れた操船性能を発揮できる。操船装置はジョイスティック式である。

## 装備
本船は、地圏・水圏・大気圏の全領域を総合的に観測できる汎用調査船となっている。研究区画の総床面積は約510平方メートルにおよび、16の研究室および観測室に区分されている。また、航海情報および観測データを共有するためのイーサネットも整備されている。

### 測位・地形調査
海底の地形・地層データについては、依然として未知の部分が多く残されている。このことからJAMSTECでは、本船と、並行して建造が進められていた「かいれい」とを対にして、「みらい」は高緯度荒天海域を、「かいれい」は海溝域を中心として分担して観測を進めることを構想した。このため、船底には「かいれい」と同型のシービーム2112.004マルチビーム音響測深機（MBES）が搭載された。これは、周波数12キロヘルツ、2°×2°のナロービームを151本生成して、水深11,000メートルまでの海底地形を即座に等深線図として作図することができた
その後、2014年には、やはり「かいれい」などと歩調を合わせて、シービーム3012への更新が行われた。これは、送波ビームフォーミングによって送信ビームの安定化を図るというスエプトビーム機能を付与するとともに、ビーム数も301ビームに倍増、スワス幅も拡大されている。

### 地質・地層調査
上記の経緯より、地質・地層調査用の装備も、「かいれい」と共通化されている。上記のシービーム2112.004型マルチビーム音響測深機には、サブシステムとして地層探査装置（sub bottom profiler, SBP）が搭載されていた。これは規則的に4キロヘルツの音波を発振して、海底下数10メートルの海底表層付近の地層を得るものであった。その後、シービーム3012への更新に伴ってこの機能が削除されたことから、単体の専用機としてBathy2010が導入された。
試料採取用としては、20メートルのピストンコアサンプラーが搭載されており、その分析のためのウエットラボやX線室なども整備されている。

### 環境・気象調査
上記の経緯より、海洋観測ブイのハンドリングは本船の主任務の一つとされている。荒天時にも安全・迅速にブイの投入・回収作業を行えるよう、船尾端にAフレームクレーン、右舷中央にギャロースが設置されている。これらの配置にあたっては、模型での機能確認や水槽でのブイの挙動試験が重ねられた。また船内における重量物の運搬作業は全て機械化されている。JAMSTECでは、太平洋赤道域の西部にTRITONブイと称される海洋観測ブイ・ネットワークを構築しており、アメリカ海洋大気庁（NOAA）が構築したTAO計画と連携して、TAO/TRITONアレイと称されている。
船体中央部には、ドップラー・レーダーを収容した大型のレドームが設置されている。周波数はCバンド、送信機はマグネトロンで、送信尖頭電力250キロワット、アンテナ径は3メートル、ビーム幅1.4度であった。ドップラー・レーダーは気象レーダーとしては一般的であるが、舶載化は世界的に見ても珍しく、他には米NOAAが「ロナルド・H・ブラウン」を運用しているのみであった。2014年にはレーダーの更新が行われ、周波数は変わらずCバンドであるが、送信機が半導体素子化されたフェーズドアレイレーダーとなり、アンテナ径も4メートルに大型化された。
またこのほか、ラジオゾンデも常設設備として搭載されており、海面高度20キロメートル付近までの大気の観測も行われている。

## 船歴
1995年6月、「むつ」は青森県むつ市の関根浜港で陸揚げされて原子炉区画を撤去し、原子力船としての任を解かれた後、認可法人海洋科学技術センター（現・海洋研究開発機構）に譲渡された。船体はバージに載せ海上輸送され、前部船体は「むつ」の建造造船所である石川島播磨重工業東京第一工場で、後部船体は三菱重工業下関造船所で約200億円の費用を掛けて改造され1996年7月に東京第一工場まで海上輸送され、前部船体と結合されて8月21日に27年ぶりの進水式が行われ、「みらい」と命名された。技術者の苦労は大変なもので、それぞれの会社の社外秘までも互いに公開し合って造り上げた。
翌1997年4月より6次にわたる海上試運転が行われた後、9月29日に完成し、JAMSTECに引き渡された。
2003年から2004年には、JAMSTEC創立30周年記念事業として「BEAGLE2003」（Blue Earth Global Expedition 2003）が行われた。これは、南半球中緯度域で、大気圏・水圏・地圏の全領域にわたる多角的な海洋観測を行いつつ、約200日で太平洋・大西洋・インド洋を一気に横断するという、海洋観測史に残る大規模観測であり、世界の研究者を驚嘆させた。
2011年3月末、福島第一原子力発電所事故による海洋汚染を調べるため福島県沖に派遣され、海水を採取した。
2015年にJAMSTECが国立極地研究所、北海道大学などと始めた北極域研究推進プロジェクト（ArCS）に参加し、2016年以降、海氷が大幅に減る夏場に北極海へ調査航海を実施している。北極海入りは2018年までに16回を数え、その他の海域を含めて年間250～300日程度は航海を行っている。

### 後継船
政府は2015年に「北極政策」を策定し、本船の後継船として砕氷機能を有する北極域研究船を建造することが盛り込まれた。 新たな船は全長128mで、厚さ１.2mまでの海氷を砕いて航行が可能。気象レーダーなど、船上の観測・研究施設が充実し、海中ドローンの母船機能も持つ。 また自然災害発生時に被災地支援を行うために病院船としての機能を有する海洋調査以外の運用も想定されている。
2021年7月、JAMSTECがジャパン マリンユナイテッドに北極域研究船を335億円で発注し、2025年3月に進水、2026年11月の引き渡しが予定されている。これに伴い本船は2025年度をもって運用停止することが決定している。
2024年2月22日、一般公募の結果、北極域研究船の船名を「みらいII」に決定したと発表した。